# R Scuti
R Scuti (R Sct / HD 173819 / HR 7066 / HIP 92202) és un estel variable a la constel·lació de l'Escut La seva lluentor varia entre magnitud aparent +4,5 i +8,2. S'hi troba a 870 ± 20 anys llum del sistema solar, d'acord amb la nova reducció de les dades de paral·laxi del satèl·lit Hipparcos.
R Scuti és una estrella supergegant de tipus espectral K0Ibpv —que pot arribar a caure fins a M3— amb una temperatura superficial variable entre 4.750 i 5.250 K. És una variable RV Tauri, grup d'estels polsants que alternen mínims poc profunds amb uns altres més acusats. El seu estat evolutiu és incert, però hom creu que, amb un nucli inert de carboni-oxigen, es troben en un estat de transició abans de llançar les seves capes externes. El prototip d'aquestes variables és l'estel RV Tauri. R Scuti mostra un període de 142 dies entre dos mínims profunds. Entre ells existeix un mínim més lluent que fa que el cicle real siga de 71 dies. Quan es consideren intervals més llargs aquest comportament alternant desapareix, per tornar de nou més endavant.
La lluminositat d'R Scuti és entre 1.500 i 2.000 vegades major que la del Sol. Amb un radi 60 vegades més gran que el radi solar —equivalent a 0,25 ua—, s'hi troba envoltada per una atmosfera estesa rica en vapor d'aigua així com per una coberta de pols milers de vegades major que el propi estel.